# Wierzbica (gromada w powiecie chełmskim)
Wierzbica – dawna gromada, czyli najmniejsza jednostka podziału terytorialnego Polskiej Rzeczypospolitej Ludowej w latach 1954–1972.
Gromady, z gromadzkimi radami narodowymi (GRN) jako organami władzy najniższego stopnia na wsi, funkcjonowały od reformy reorganizującej administrację wiejską przeprowadzonej jesienią 1954 do momentu ich zniesienia z dniem 1 stycznia 1973, tym samym wypierając organizację gminną w latach 1954–1972.
Gromadę Wierzbica z siedzibą GRN w Wierzbicy utworzono – jako jedną z 8759 gromad na obszarze Polski – w powiecie chełmskim w woj. lubelskim na mocy uchwały nr 7 WRN w Lublinie z dnia 5 października 1954. W skład jednostki weszły obszary dotychczasowych gromad Wierzbica, Busówno wieś, Busówno kol, Chylin, Chylin Mały, Kozia Góra, Staszyce i Władysławów ze zniesionej gminy Olchowiec w tymże powiecie. Dla gromady ustalono 15 członków gromadzkiej rady narodowej.
1 stycznia 1958 do gromady Wierzbica włączono wieś i kolonię Pniówno, kolonię Kamienna Góra i kolonię Święcica ze zniesionej gromady Kamienna Góra w tymże powiecie.
1 stycznia 1960 do gromady Wierzbica włączono obszar zniesionej gromady Wólka Tarnowska w tymże powiecie.
1 stycznia 1962 do gromady Wierzbica włączono obszar zniesionej gromady Olchowiec, a także wieś i kolonię Syczyn oraz kolonię Werejce ze zniesionej gromady Ludwinów w tymże powiecie.
Gromada przetrwała do końca 1972 roku, czyli do kolejnej reformy gminnej. 1 stycznia 1973 w powiecie chełmskim utworzono gminę Wierzbica.